# Diósad
Diósad (Ad) település Romániában, Szilágy megyében.

## Fekvése
Szilágy megyében, Zilahtól északnyugatra, közúton 20 km távolságra, Szilágysomlyótól északkeletre, Szilágyballa, Szilágykirva és Kusaly közt fekvő település.

## Nevének eredete
A szájhagyomány szerint Diósadon (Adon) nagy birtokai voltak egy Ódi nevű nemesnek, akinek egyik fia kapta meg az osztozkodáskor Diósad falut.
A település északnyugati részén , az úgynevezett Felszegi hegyen egykor sok diófa volt.
E diófásról és Ódi nevű birtokosáról nevezték el a települést Diós-Ódi-nak. Az Ódi család itteni birtoklását történeti adatok is bizonyítják, s a településen most is és a múltban is sok diót termeltek, s a dióval való kereskedést a lakosság máig űzi.

## Története
Diósad nevét az oklevelek 1345-ben említették először Od néven. 
1349-ben Ód, 1424-ben Ad, Adfalu, 1441-ben Diós-Ad, 1515-ben Aad, 1535-ben Ade, 1537-ben Adh, 1539-ben Dyosad, '1544-ben Diosad, 1641-ben Dioszad-nak írták nevét.
A település 1345-ben szolnok-, 1427-ben belső szolnok-, 1430-ban középszolnok, 1442-ben külső szolnokvármegyei helység volt, 1564-ben pedig a hadadi várhoz tartozott.
1345 előtt Adi (Od) János birtoka volt.
1345-ben az akkor szolnokvármegyéhez tartozó Od és Mocsolya birtokon osztozkodtak Od János fiai: Márton, András, János és Balázs és Guthi fiai: Guthi és János.
A település az Adi (Odi) családé volt egészen 1428-ig, mikor a birtokból egy részt Odi Mihály fia János egy részbirtokot Kusalyi Jakcsi Jánosnak.
1437-ben Adi János birtoka felét cserébe adta birtoka felét és a Kaczó-földi határt, Vártelkéért Kusalyi Jakcs Mihálynak.
1505-től a Jakcsiak és a Drágfiak birtoka volt, majd Berendi Dávid tartotta zálogban.
1519-ben Lajos király a néhai Kisdobai Szabó (vagy Székely) Tamás fiainak adta új adomány címén az egyik itteni részbirtokot.
1570-ben II. Miksa új adományul adta e részbirtokot Jakcsi Boldizsárnak és Kusalyi Jakcs Mihálynak.
1582 után, a Kusalyi Jakcs Boldizsár utód nélküli halála után István lengyel király Wesselényi Ferencnek adományozta érdemei jutalmául, Hadad várának többi tartozékával együtt.
1623-ban Diósad városában (in oppido) Adi István végrendelkezett: zálogos örökségeket hagyott feleségére.
1641-ben Báthory Kata rendelkezésére az itteni birtokon megosztoztak Lónyay Zsigmond, Badoginé Lónyai Kata, Becsky Lászlóné Lónyai Zsuzsanna fia Szántói Becski György
és leánya Briberi Melith Györgyné Zsuzsanna.
Az egykori oklevelek egy ízben városnak is írták.
1677. november 3-án Thököly Imre Diósadon tartózkodott, s ide jöttek hozzá tanácskozni s Somlyón megtelepedett bujdosó kurucok, s itt értekeztek.
A Tövishát központjának számító Diósadon a vármegye is többször ülésezett.
1797-ben végzett összeíráskor főbb birtokosok voltak itt: báró Wesselényi Farkas, gróf Bethlen Sámuel.
1847-ben 922 lakosa volt, melyből 6 római katolikus, 32 görögkatolikus, 883 református, 1 izraelita volt.
1890-ben 1494 lakosából lakosából magyar nyelvű volt 1453, oláh 36, egyéb 5. Ebből 7 római katolikus, 37 görögkatolikus, 1400 református, 50 izraelita. A házak száma ekkor 296 volt.
Diósad a trianoni békeszerződés előtt Szilágy vármegye Zilahi járásához tartozott.

## Nevezetességek
- Református temploma - A Szilágyság Reformációjának idejéből való. Régi templomát 1700 előtt kétszer is bővítették. Az új templom építéséhez 1869-ben kezdtek hozzá, 1873-ban készült el.
- Az Ady család ősei itt éltek a településen, s a család innen vette előnevét is.